# Nymphorgerius oxiana
Nymphorgerius oxiana är en insektsart som först beskrevs av Oshanin 1912.  Nymphorgerius oxiana ingår i släktet Nymphorgerius och familjen Dictyopharidae. Inga underarter finns listade i Catalogue of Life.